# Íslandspóstur
Íslandspóstur est l'opérateur postal national islandais.
Sa fondation remonte à l'année 1776, quand Christian VII, alors Roi du Danemark (et par conséquent d'Islande), ordonne la création d'un service postal. Deux ans plus tard, les premiers bateaux commencent à relier l'Islande au Danemark, à l'origine une fois par an. 
Les premiers timbres islandais sont émis en 1873. À cette même époque, les premiers bureaux de poste ouvrent en Islande.
En 1935, le service national des postes et le service national des télécommunications fusionnent pour créer Póstur og sími (« Postes et téléphone »).
En 1998, l'entreprise est scindée en deux. La partie des télécommunications revient à Landssími Íslands, aujourd'hui privatisée et connu sous le nom de Síminn, tandis que celle des postes devient Íslandspóstur.
L'entreprise, avec ses mille employés, est une des plus grandes d'Islande. Elle possède soixante-dix bureaux de poste à travers le pays.
Íslandspóstur est membre de la Small European Postal Administration Cooperation.